# Шушко Павло Сергійович
Павло Сергійович Шушко (нар. 7 травня 2000, Великі Копані, Херсонська область, Україна) — український футболіст, півзахисник «Маріуполя», який виступає в оренді за «Маріуполь».

## Клубна кар'єра
Вихованець київського «Атлета». У 2013 році потрапив до молодіжної академії «Шахтаря», за який виступав у ДЮФЛУ. З 2017 року й протягом двох сезонів виступав за юнацьку команду «гірників», а в сезоні 2019/20 років перебував у заявці молодіжної команди донецького клубу, але в молодіжному чемпіонаті України майже не грав, вийшовши на поле в 2 поєдинках турніру (по 1-му зі стартового складу та з лави запасних). 21 листопада 2017 року дебютував за «Шахтар» у переможному (2:1) виїзному поєдинку Юнацької ліги УЄФА проти «Наполі». Павло вийшов на поле на 81-ій хвилині, замінивши Дмитра Криськіва. 
У серпні 2020 року вільним агентом перебрався в «Маріуполь», де виступав за молодіжну команду «приазовців». За першу команду маріупольців дебютував 10 квітня 2021 року в програному (0:3) домашньому поєдинку 21-го туру Прем'єр-ліги України проти донецького «Шахтаря». Шушко вийшов на поле на 75-ій хвилині, замінивши Іллю Уханя.
22 липня 2021 року відправився в оренду до «Краматорська», яка розрахована до 30 червня 2022 року. За нову команду дебютував 18 серпня 2021 року в програному (162) виїзному поєдинку кубку України проти «Альянсу» (Липова Долина). Павло вийшов на поле в стартовому складі та відіграв увесь матч. У Першій лізі України дебютував 28 серпня 2021 року в переможному (3:2) домашньому поєдинку 6-го туру проти «Ужгорода». Шушко вийшов на поле на 89-ій хвилині, замінивши Єгора Гунічева.

## Кар'єра в збірній
У 2017 році провів 5 поєдинків у футболці юнацької збірної України (U-17).